# 桑树台镇
桑树台镇，是中华人民共和国吉林省长春市公主岭市下辖的一个乡镇级行政单位。

## 行政区划
桑树台镇下辖以下地区：
桑树台社区、东桑树台村、西桑树台村、东辽村、河夹信子村、长江村、春园村、永清村、互助村、二丘村、榛柴岗村和周家窝堡村。